# Česko na Wimbledonu 2011

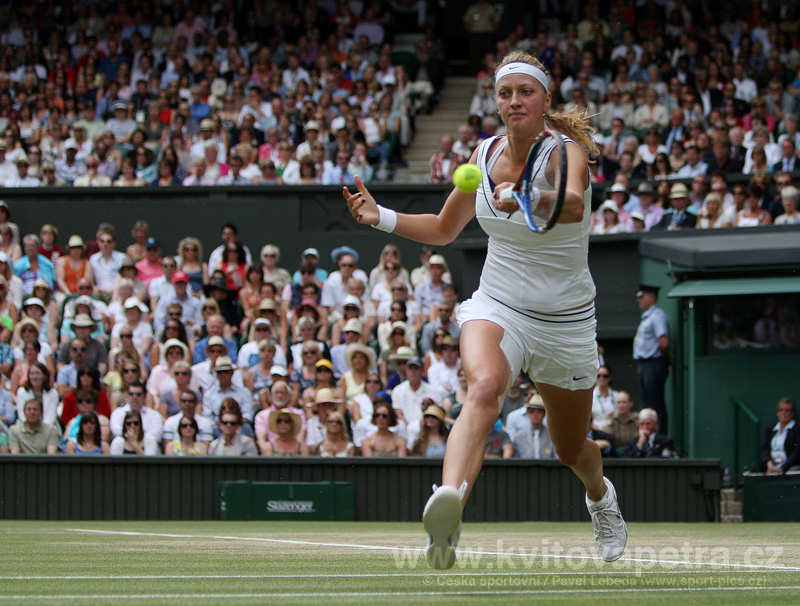
Petra Kvitová ve finále dvouhry

Čeští tenisté na Wimbledonu 2011 zaznamenali výhry ve třech soutěžích dospělých z pěti – Petra Kvitová triumfovala v ženské dvouhře, Květa Peschkeová v ženské čtyřhře a Iveta Benešová ve smíšené čtyřhře. 

## Dospělí

### Mužská dvouhra
Do hlavní soutěže mužské dvouhry nastoupili tři hráči. Jaroslav Pospíšil a Radek Štěpánek skončili v úvodním kole. Štěpánek proti dvacátému prvnímu nasazenému Fernandu Verdascovi vedl dva nula na sety a ve čtvrtém za stavu 5–4 neproměnil mečbol, aby utkání nakonec prohrál v pěti sadách. Šestý nasazený a obhájce finálové účasti Tomáš Berdych prošel bez ztráty setu do osmifinále, v němž nestačil na turnajovou desítku Mardyho Fishe, čímž na žebříčku ztratil 1 020 bodů a propadl se v následné pondělní klasifikaci o dvě příčky na 9. místo. 
Z kvalifikace nepostoupili Lukáš Rosol, Ivo Minář a Dušan Lojda.
| Kolo    | Český hráč        | Soupeř                 | Výsledek                |
| 1. kolo | Tomáš Berdych (6) | Filippo Volandri       | 6–2, 6–2, 6–1           |
| 2. kolo | Tomáš Berdych (6) | Julien Benneteau       | 6–1, 6–4, 6–2           |
| 3. kolo | Tomáš Berdych (6) | Alex Bogomolov         | 6–2, 6–4, 6–3           |
| 4. kolo | Tomáš Berdych (6) | Mardy Fish (10)        | 6–7, 4–6, 4–6           |
| 1. kolo | Radek Štěpánek    | Fernando Verdasco (21) | 6–2, 6–4, 3–6, 6–7, 7–9 |
| 1. kolo | Jaroslav Pospíšil | Victor Hănescu         | 4–6, 3–6, 2–6           |

### Ženská dvouhra
V ženské dvouhře vyhrála celý turnaj osmá nasazená Petra Kvitová, která se do semifinále probojovala se ztrátou jediné sady ve čtvrtfinále s Bulharkou a loňskou semifinalistkou Pironkovou. Mezi posledními čtyřmi hráčkami narazila na čtvrtou nasazenou Bělorusku Azarenkovou, kterou zdolala ve třech setech. Ve finálovém utkání pak přehrála pátou nasazenou a wimbledonskou vítězku Rusku Marii Šarapovovu ve dvou setech. Stala se tak teprve třetí šampiónkou v historii narozenou na území České republiky, první od triumfu Jany Novotné v roce 1998. 
Celkem do hlavní soutěže nastoupilo jedenáct českých hráček, Lucie Šafářová se jako třicátá první nasazená probojovala do druhého kola, v němž vypadla s krajankou Klárou Zakopalovou. Zuzana Ondráčková prošla z kvalifikace. 
Druhého nejlepšího výsledku dosáhla Petra Cetkovská, která prošla do osmifinále po výhře ve druhém kole nad turnajovou třináctkou Agnieszkou Radwańskou a ve třetím nad osmnáctkou a bývalou světovou jedničkou Anou Ivanovićovou. Mezi šestnácti nestačila na pozdější semifinalistku Sabine Lisickou. 

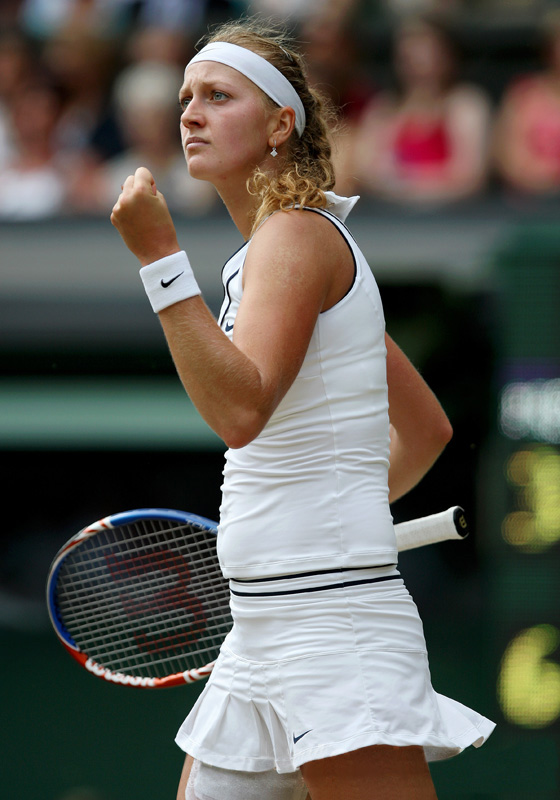
Odhodlaná Kvitová ve finále dvouhry

| Kolo        | Česká hráčka          | Soupeřka                     | Výsledek       |
| ----------- | --------------------- | ---------------------------- | -------------- |
| 1. kolo     | Petra Kvitová (8)     | Alexa Glatchová (Q)          | 6–2, 6–2       |
| 2. kolo     | Petra Kvitová (8)     | Anne Keothavongová           | 6–2, 6–1       |
| 3. kolo     | Petra Kvitová (8)     | Roberta Vinciová             | 6–3, 6–3       |
| 4. kolo     | Petra Kvitová (8)     | Yanina Wickmayerová (19)     | 6–0, 6–2       |
| Čtvrtfinále | Petra Kvitová (8)     | Cvetana Pironkovová (32)     | 6–3, 6–7, 6–2  |
| Semifinále  | Petra Kvitová (8)     | Viktoria Azarenková (4)      | 6–1, 3–6, 6–2  |
| Finále      | Petra Kvitová (8)     | Maria Šarapovová (5)         | 6–3, 6–4       |
| 1. kolo     | Lucie Šafářová (31)   | Lucie Hradecká               | 2–6, 6–3, 6–3  |
| 2. kolo     | Lucie Šafářová (31)   | Klára Zakopalová             | 0–6, 7–6, 4–6  |
| 1. kolo     | Klára Zakopalová      | Emily Webleyová-Smithová (Q) | 6–3 , 5–7, 8–6 |
| 2. kolo     | Klára Zakopalová      | Lucie Šafářová               | 6–0, 6–7, 6–4  |
| 3. kolo     | Klára Zakopalová      | Maria Šarapovová (5)         | 2–6, 3–6       |
| 1. kolo     | Iveta Benešová        | Sandra Záhlavová             | 3–6 , 6–3, 8–6 |
| 2. kolo     | Iveta Benešová        | Viktoria Azarenková (4)      | 0–6, 3–6       |
| 1. kolo     | Petra Cetkovská       | Kristina Barroisová          | 6–2, 5–7, 6–2  |
| 2. kolo     | Petra Cetkovská       | Agnieszka Radwańska (13)     | 3–6, 7–6, 6–4  |
| 3. kolo     | Petra Cetkovská       | Ana Ivanovićová (18)         | 6–2, 7–6       |
| 4. kolo     | Petra Cetkovská       | Sabine Lisická (WC)          | 6–7, 1–6       |
| 1. kolo     | B. Záhlavová-Strýcová | Aleksandra Wozniaková (Q)    | 7–6, 6–4       |
| 2. kolo     | B. Záhlavová-Strýcová | Francesca Schiavoneová (6)   | 5–7, 3–6       |
| 1. kolo     | Lucie Hradecká        | Lucie Šafářová (31)          | 6–2, 3–6, 3–6  |
| 1. kolo     | Andrea Hlaváčková     | Anastasia Rodionovová        | 6–1, 6–2       |
| 2. kolo     | Andrea Hlaváčková     | Jarmila Gajdošová (27)       | 6–7, 3–6       |
| 1. kolo     | Kristýna Plíšková     | Marion Bartoliová (9)        | 0–6, 2–6       |
| 1. kolo     | Sandra Záhlavová      | Iveta Benešová               | 6–3, 3–6, 6–8  |
| 1. kolo     | Zuzana Ondrášková (Q) | Čeng Ťie                     | 5–7, 0–6       |

### Mužská čtyřhra

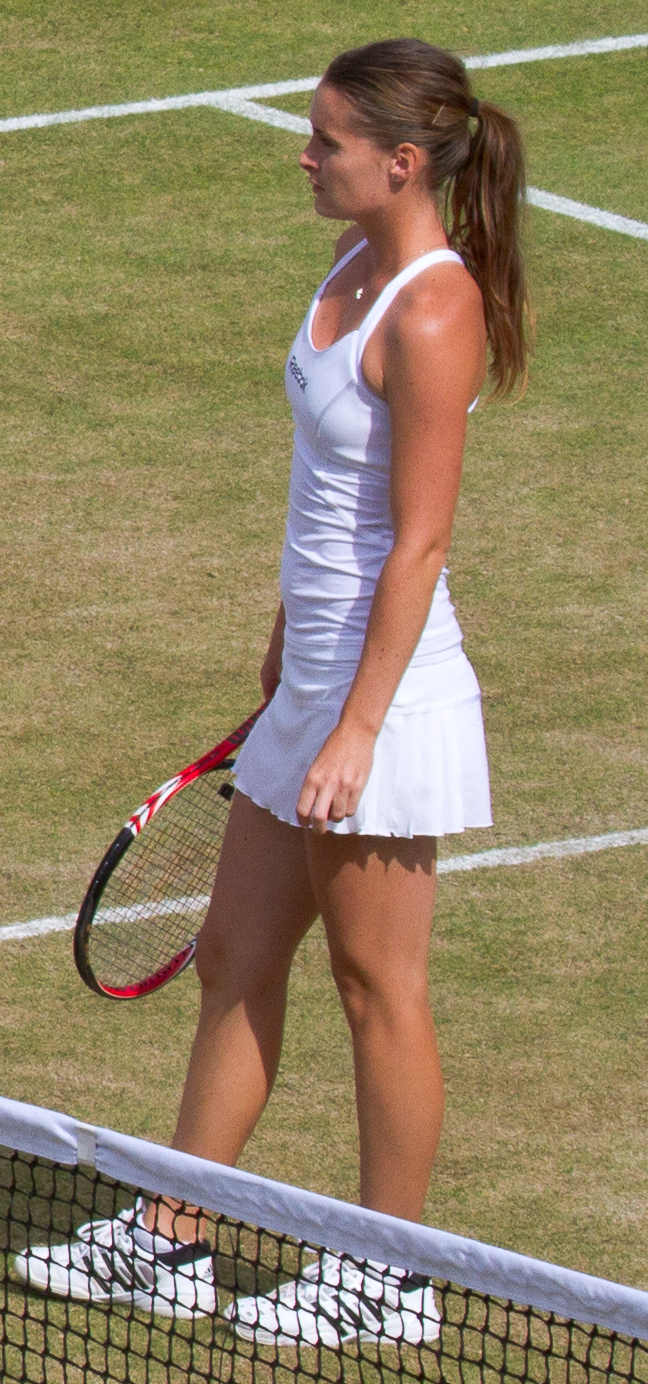
Iveta Benešová – vítězka smíšené čtyřhry

V mužské čtyřhře vytvořil František Čermák šestnáctou nasazenou dvojici s Italem Danielem Braccialim. Pár prohrál ve druhém kole. Nejdále se probojoval Lukáš Dlouhý s Francouzem Arnaudem Clémentem, když ve druhém kole přešli přes turnajové trojky indický pár Mahesh Bhupathi a Leander Paes, ve čtvrtfinále však nestačili na finalisty a osmý nasazený pár Robert Lindstedt a Horia Tecău, 

### Ženská čtyřhra
V ženské čtyřhře vyhrála celý turnaj Květa Peschkeová se Slovinkou Katarinou Srebotnikovou z pozice čtvrtého nasazeného páru. Pro obě to byl premiérový grandslamový titul, který znamenal v následné pondělní klasifikaci žebříčku WTA ve čtyřhře (4. července), že se poprvé v kariéře staly obě dvě ženskými světovými jedničkami v deblu. 
Peschkeová se tak stala čtvrtou tenistkou narozenou na území Česka, která zvítězila v této soutěži. Před ní v All England Clubu vyhrály sedmkrát Martina Navrátilová, čtyřikrát Jana Novotná a třikrát Helena Suková. 

### Smíšená čtyřhra
Ve smíšené čtyřhře triumfovala poprvé na grandslamu Iveta Benešová hrající s Rakušanem Jürgenem Melzerem z pozice turnajových devítek. Ve čtvrtfinále přešli bez boje přes turnajové jedničky Boba Bryana s Liezel Huberovou a ve finále si bez komplikací poradili s nasazenými čtyřkami Bhupathim s Vesninovou.
Benešová se stala šestým českým tenistou, který tuto soutěž ve Wimbledonu vyhrál. Před ní titul získali čtyřikrát Martina Navrátilová, třikrát Helena Suková a její bratr Cyril Suk, z toho dvakrát společně a po jednom triumfu si připsali Jana Novotná a Leoš Friedl.

## Junioři
V chlapecké juniorce byl prvním nasazeným Jiří Veselý, jenž prohrál ve čtvrtfinále s pozdějším finalistou Britem Liamem Broadym. Ve čtyřhře se jako první pár turnaje s Britem Oliverem Goldingem probojovali do finále, v němž podlehli turnajovým dvojkám britsko-chorvatské dvojici George Morgan a Mate Pavić. 
V dívčí juniorce byla patnáctou nasazenou Jesika Malečková, jenž nepřešla přes druhé kolo. Nejdále, do třetího dějství postoupila Petra Rohanová. V deblu juniorek se nenasazený pár složený z Češky Barbory Krejčíkové a ruské singlové finalistky Iriny Chromačovové probojoval do semifinále.

## Legendy
Ve čtyřhře ženských legend zopakoval pár Lindsay Davenportová a
Martina Hingisová finálovou výhru z French Open 2011 nad dvojicí Martina Navrátilová a Jana Novotná ve dvou setech. Kromě Davenportové se všechny zbývající hráčky narodily na území bývalého Československa.